# Sociaal realisme

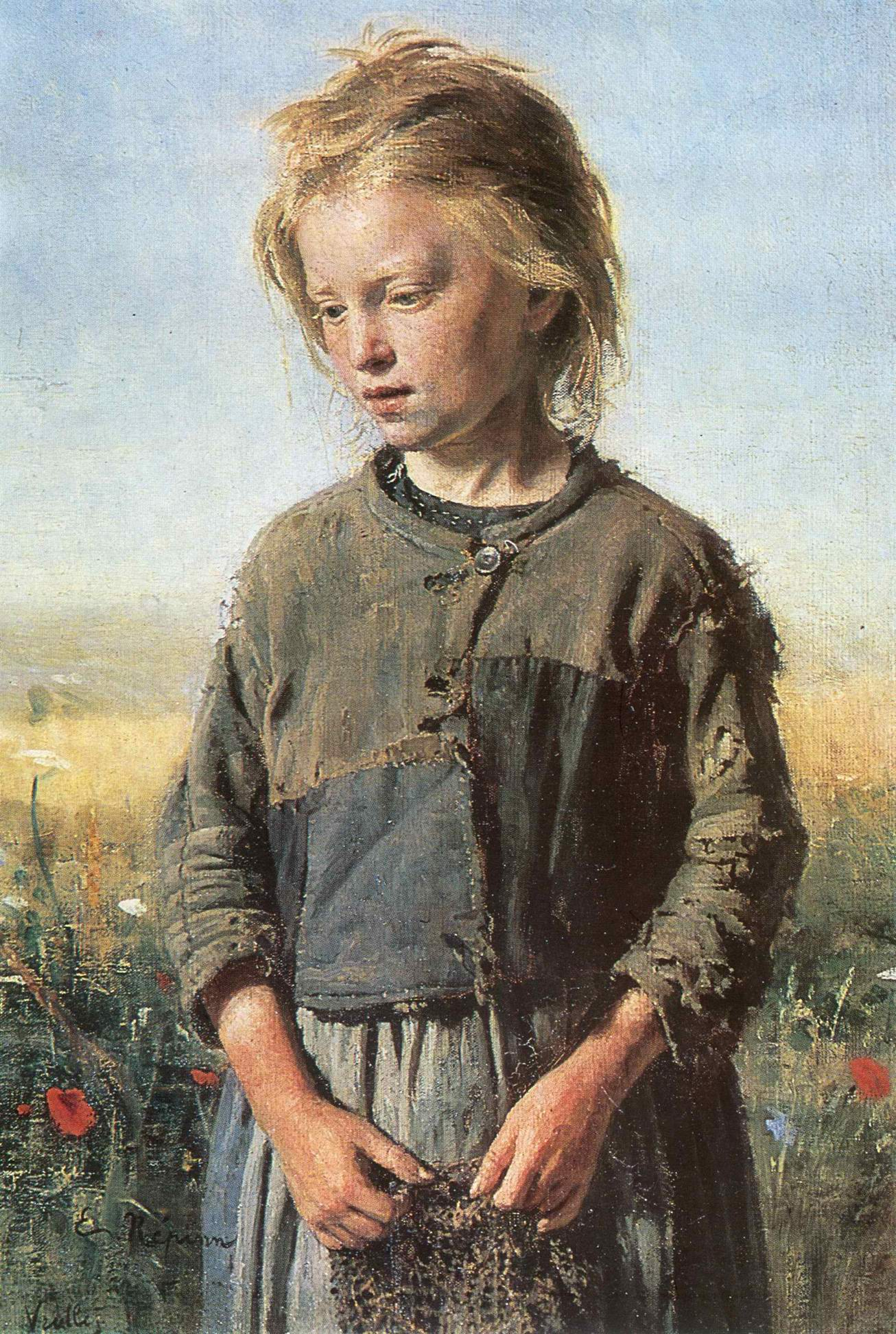
"Vissersmeisje" (1874) door Ilja Repin

Onder het realisme, een kunst- en cultuurstroming reagerend op de symboliserende allegorische verstarring van het classicisme, sinds het midden van de 19e eeuw, erkent men het sociaal realisme, zowel in de schilderkunst als in de beeldhouwkunst.
Bij het realistisch uitbeelden van de natuur en het leven van mens, dier en plant erin, creëert men het accentueren  van een aanklacht tegen sociaal schrijnende omstandigheden, waaraan het onderwerp het hoofd dient te bieden. Deze emotionele geladenheid wordt de wegbereidster tot het latere expressionisme, zowel het figuratieve als het lyrisch abstracte, uit de 20e eeuw.
Sociaal realisme is niet hetzelfde als socialistisch realisme, de officiële kunststijl van de Sovjet-Unie. De twee stromingen delen dezelfde oorsprong en themata, maar zijn niet hetzelfde. Socialistisch realisme kan omschreven worden als een specifieke tak van het sociaal realisme.

## Sociaal realisme per land
In  België zijn het vooral meesters als 
- Constantin Meunier (1831 - 1905)
- Léon Frédéric (1858 - 1940)
- Eugène Laermans (1864 - 1940)
- Pierre Paulus (1861 - 1959)

die hierbij een opvallende rol speelden.
In Duitsland trad Käthe Kollwitz (1867 - 1945) met haar tekeningen op de voorgrond.
In Frankrijk legden vooral Honoré Daumier (1808 - 1879) en Gustave Courbet (1819 - 1877) sociaal-realistische accenten in hun werk.
In Nederland vallen de visserstypes van Jozef Israëls (1824 - 1911) en de boerenfiguren van Vincent Van Gogh (1853 - 1890) onder deze noemer.
In de Verenigde Staten maakten onder andere Diego Rivera en Anton Refregier sociaal realistische kunst.
In de literatuur gaven vooral de Fransen Pierre-Joseph Proudhon (1809 - 1865) en Émile Zola (1840 - 1902) vorm aan het sociaal realisme.

## Triptieken
Binnen het sociaal realisme kende het geschilderde drieluik een bescheiden heropleving. Enkele voorbeelden:
- Léon Frédéric, De krijtverkopers. De ochtend - De middag - De avond, 1882-1883 (Fin-de-Siècle Museum, Brussel)
- Léon Frédéric, De levensgetijden van de werkmens, 1885 (Musée d'Orsay, Parijs)
- Eugène Laermans, De landverhuizers. Het afscheid - De uittocht - De ballingschap, 1896 (KMSK, Antwerpen)
- Charles Cottet, Het land van de zee. Zij die weggaan - Het afscheidsmaal - Zij die achterblijven, 1898 (Musée d'Orsay, Parijs)
- Constantin Meunier, De mijn, ca. 1900 (Fin-de-Siècle Museum, Brussel)

Frédéric pakte in 1885-1887 zelfs uit met een vijfluik, De levensgetijden van de landman (KMSKB).
absolute schilderkunst ·  abstract expressionisme · abstracte kunst · academische kunst · actionpainting · art brut · art deco · classicisme · colorfieldpainting · dadaïsme · expressionisme · fauvisme · figuratieve kunst · futurisme · hard edge · hyperrealisme · impressionisme · informele schilderkunst · jugendstil · kubisme · luminisme · magisch realisme · maniërisme · minimal art · naïeve kunst · naturalisme · neo-expressionisme · neo-impressionisme · nieuwe beelding · nieuwe zakelijkheid · op-art · orphisme · oriëntalisme · piëtisme · pittura metafisica · pixel art · pointillisme · popart · postimpressionisme · prerafaëlieten · primitivisme · realisme · romaans . romantiek · sociaal realisme · suprematisme · surrealisme · symbolisme · tachisme